# 布魯克山
76°49′S 159°54′E / 76.817°S 159.900°E
布魯克山（英語：Mount Brooke）是南極洲的山峰，位於奧次地，處於格蘭山西北面31公里，海拔高度2,675米，以新西蘭探險隊領隊命名，現時由南極條約體系管理。